# Campo Catino
Campo Catino este o arie protejată (arie specială de conservare — SAC, sit de importanță comunitară — SCI) din Italia întinsă pe o suprafață de 133 ha, integral pe uscat.

## Localizare
Centrul sitului Campo Catino este situat la coordonatele 41°50′24″N 13°20′10″E / 41.84°N 13.336111°E.

## Înființare
Situl Campo Catino a fost declarat sit de importanță comunitară în iunie 1995 pentru a proteja 6 specii de animale. Situl a fost protejat și ca arie specială de conservare în decembrie 2016.

## Biodiversitate
Situată în ecoregiunea mediteraneană, aria protejată conține 5 habitate naturale: Formațiuni ierboase bogate în specii de Nardus, dezvoltate pe substraturi silicioase în zone montane (și în zone submontane, în Europa continentală), Pajiști alpine și boreale, Pajiști alpine și subalpine calcaroase, Formațiuni de Juniperus communis pe lande sau pajiști calcaroase, Pajiști uscate seminaturale și facies de acoperire cu tufișuri pe substraturi calcaroase (Festuco-Brometalia) (* situri importante pentru orhidee).
La baza desemnării sitului se află mai multe specii protejate:
- păsări (4): potârnichea de stâncă (Alectoris graeca graeca), fâsă-de-câmp (Anthus campestris), șoim călător (Falco peregrinus), Pyrrhocorax pyrrhocorax
- mamifere (2): lupul (Canis lupus), urs brun (Ursus arctos)

Pe lângă speciile protejate, pe teritoriul sitului au mai fost identificate 12 specii de plante, 3 specii de mamifere, 1 specie de nevertebrate.